# Fußball-Landesliga Westfalen 1946/47
Die Saison 1946/47 war die zweite Spielzeit der damals erstklassigen Fußball-Landesliga Westfalen. Gruppensieger wurden der FC Schalke 04 und Borussia Dortmund. Im Endspiel um die Westfalenmeisterschaft setzten sich die Dortmunder mit 3:2 durch. Neben Schalke und Dortmund qualifizierten sich der STV Horst-Emscher, die SpVgg Erkenschwick sowie über eine Qualifikationsrunde der VfL Witten für die neu geschaffene Oberliga West. Die Landesliga Westfalen ist ab 1947 nur noch zweitklassig.
Die Abstiegsplätze belegten die SpVgg Herten und Arminia Marten. Aus den Bezirksklassen stiegen in die Gruppe 1 der SC Gelsenkirchen 07, der Hörder SC, SuS Menden 09, SuS 13 Recklinghausen und die Sportfreunde Siegen auf. Aufsteiger in die Gruppe 2 waren der BV Brambauer, der TSV Detmold, der FC Höxter, der TuS Lengerich, Teutonia Lippstadt, der SC Münster 08 und Eintracht Nordhorn.

## Tabellen

### Gruppe 1
| Pl. | Verein                  | Sp. | S  | U | N  | Tore    | Punkte |
| --- | ----------------------- | --- | -- | - | -- | ------- | ------ |
| 1.  | FC Schalke 04           | 18  | 16 | 2 | 0  | 092:170 | 34:20  |
| 2.  | STV Horst-Emscher       | 18  | 14 | 1 | 3  | 064:290 | 29:70  |
| 3.  | SpVgg Röhlinghausen     | 18  | 11 | 2 | 5  | 049:310 | 24:12  |
| 4.  | Westfalia Herne         | 18  | 10 | 3 | 5  | 046:360 | 23:13  |
| 5.  | SV Höntrop (N)          | 18  | 8  | 2 | 8  | 033:400 | 18:18  |
| 6.  | TuS Milspe (N)          | 18  | 3  | 6 | 9  | 032:520 | 12:24  |
| 7.  | Union Gelsenkirchen     | 18  | 4  | 3 | 11 | 037:630 | 11:25  |
| 8.  | VfL Bochum              | 18  | 3  | 4 | 11 | 020:350 | 10:26  |
| 9.  | Alemannia Gelsenkirchen | 18  | 3  | 4 | 11 | 022:470 | 10:26  |
| 10. | SpVgg Herten            | 18  | 3  | 3 | 12 | 026:710 | 09:27  |

### Gruppe 2
| Pl. | Verein               | Sp. | S  | U | N  | Tore    | Punkte |
| --- | -------------------- | --- | -- | - | -- | ------- | ------ |
| 1.  | Borussia Dortmund    | 18  | 11 | 6 | 1  | 054:180 | 28:80  |
| 2.  | SpVgg Erkenschwick   | 18  | 10 | 6 | 2  | 065:280 | 26:10  |
| 3.  | VfL Witten (N)       | 18  | 10 | 4 | 4  | 037:380 | 24:12  |
| 4.  | Preußen Münster      | 18  | 10 | 2 | 6  | 039:250 | 22:14  |
| 5.  | VfB 03 Bielefeld     | 18  | 5  | 6 | 7  | 032:470 | 16:20  |
| 6.  | Hombrucher FV 09 (N) | 18  | 5  | 5 | 8  | 026:350 | 15:21  |
| 7.  | TBV Mengede (N)      | 18  | 5  | 4 | 9  | 027:350 | 14:22  |
| 8.  | VfL Altenbögge       | 18  | 4  | 5 | 9  | 021:300 | 13:23  |
| 9.  | SC Greven 09 (N)     | 18  | 4  | 3 | 11 | 024:420 | 11:25  |
| 10. | Arminia Marten       | 18  | 4  | 3 | 11 | 026:530 | 11:25  |

#### Entscheidungsspiele um Platz neun
Die punktgleichen Mannschaften aus Greven und Marten mussten in einem Entscheidungsspiel den Absteiger aus der Gruppe 2 ermitteln. Das Spiel am 6. Juli 1947 in Hamm endete mit 2:2 nach Verlängerung, so dass ein Wiederholungsspiel angesetzt werden musste. Dieses Spiel fand am 3. August 1947 in Ahlen statt, wo sich die Grevener mit 4:0 durchsetzen konnten.
|              | Ergebnis  |                |
| ------------ | --------- | -------------- |
| SC Greven 09 | 2:2 n. V. | Arminia Marten |
| SC Greven 09 | 4:0       | Arminia Marten |

| (N) | Aufsteiger der Vorsaison |

## Westfalenmeisterschaft
| Paarung           | Borussia Dortmund – FC Schalke 04 |
| Ergebnis          | 3:2 (1:1) |
| Datum             | 18. Mai 1947 |
| Stadion           | Stadion am Schloss Strünkede, Herne |
| Zuschauer         | 30.000 |
| Schiedsrichter    | Kaplan (Hamm) |
| Tore              | 0:1 Hinz (30.) 1:1 Michallek (43.) 1:2 Hinz (62.) 2:2 Rumhofer (78.) 3:2 Sandmann (84.) |
| Borussia Dortmund | Willi Kronsbein – Heinrich Ruhmhofer, Erwin Halfen – Max Michallek, Paul Koschmieder, Janowski – Herbert Sandmann, Alfred Preißler, August Lenz, Friedrich Ibel, Franz Podgorski Cheftrainer: Fritz Thelen |
| FC Schalke 04     | Hans Klodt – Willi Berg, Otto Schweisfurth – Herbert Burdenski, Otto Tibulski, Willi Dargaschewski – Bernhard Klodt, Georg Gawliczek, Winkler, Ernst Kuzorra, Hinz Cheftrainer: Ernst Kuzorra              |

## Aufstiegsrunde zur Landesliga

### Gruppe 1
| Pl.               | Verein                | Sp. | S | U | N | Tore    | Quote | Punkte |
| ----------------- | --------------------- | --- | - | - | - | ------- | ----- | ------ |
| 1.                | SC Gelsenkirchen 07   | 8   | 4 | 3 | 1 | 016:800 | 2,00  | 11:50  |
| 2.                | SuS 13 Recklinghausen | 8   | 4 | 1 | 3 | 012:100 | 1,20  | 09:70  |
| 3.                | SC Münster 08         | 8   | 4 | 1 | 3 | 012:120 | 1,00  | 09:70  |
| 4.                | Eintracht Nordhorn    | 8   | 3 | 2 | 3 | 011:110 | 1,00  | 08:80  |
| 5.                | SC Oelde 09           | 8   | 1 | 1 | 6 | 006:160 | 0,38  | 03:13  |
| Stand: Saisonende |                       |     |   |   |   |         |       |        |

### Gruppe 2
| Pl.               | Verein          | Sp. | S | U | N | Tore    | Quote | Punkte |
| ----------------- | --------------- | --- | - | - | - | ------- | ----- | ------ |
| 1.                | BV Brambauer    | 8   | 5 | 2 | 1 | 023:110 | 2,09  | 12:40  |
| 2.                | Hörder SC       | 8   | 5 | 0 | 3 | 023:170 | 1,35  | 10:60  |
| 3.                | SV Sodingen     | 8   | 3 | 1 | 4 | 015:150 | 1,00  | 07:90  |
| 4.                | Teutonia Riemke | 8   | 2 | 2 | 4 | 017:260 | 0,65  | 06:10  |
| 5.                | SV Ehrenfeld    | 8   | 1 | 3 | 4 | 011:200 | 0,55  | 05:11  |
| Stand: Saisonende |                 |     |   |   |   |         |       |        |

### Gruppe 3
| Pl.               | Verein              | Sp. | S | U | N | Tore    | Quote | Punkte |
| ----------------- | ------------------- | --- | - | - | - | ------- | ----- | ------ |
| 1.                | SuS Menden 09       | 4   | 2 | 1 | 1 | 010:900 | 1,11  | 05:30  |
| 2.                | Sportfreunde Neheim | 4   | 1 | 2 | 1 | 011:100 | 1,10  | 04:40  |
| 3.                | SV Hemer 08         | 4   | 0 | 3 | 1 | 008:100 | 0,80  | 03:50  |
| Stand: Saisonende |                     |     |   |   |   |         |       |        |

### Gruppe 4
|                    | Gesamt |                   | Hinspiel | Rückspiel |
| ------------------ | ------ | ----------------- | -------- | --------- |
| Teutonia Lippstadt | 6:1    | FC TuRa Bergkamen | 1:1      | 5:0       |

### Gruppe 5
| Pl.               | Verein      | Sp. | S | U | N | Tore    | Quote | Punkte |
| ----------------- | ----------- | --- | - | - | - | ------- | ----- | ------ |
| 1.                | TSV Detmold | 4   | 2 | 1 | 1 | 005:600 | 0,83  | 05:30  |
| 2.                | FC Höxter   | 4   | 2 | 0 | 2 | 009:600 | 1,50  | 04:40  |
| 3.                | SG Bünde 08 | 4   | 1 | 1 | 2 | 007:900 | 0,78  | 03:50  |
| Stand: Saisonende |             |     |   |   |   |         |       |        |

### Gruppe 6
| Pl.               | Verein              | Sp. | S | U | N | Tore    | Quote | Punkte |
| ----------------- | ------------------- | --- | - | - | - | ------- | ----- | ------ |
| 1.                | Sportfreunde Siegen | 4   | 3 | 0 | 1 | 017:800 | 2,13  | 06:20  |
| 2.                | TuRa Altenhunden    | 4   | 2 | 0 | 2 | 013:120 | 1,08  | 04:40  |
| 3.                | TuS Feudingen       | 4   | 1 | 0 | 3 | 003:130 | 0,23  | 02:60  |
| Stand: Saisonende |                     |     |   |   |   |         |       |        |

### Zusatzqualifikation
Nachdem der VfL Witten den Aufstieg in die Oberliga West schaffte wurde in der Landesliga ein Platz frei. Es wurde ein Entscheidungsspiel zwischen dem Vierten der Gruppe 1 und dem Dritten der Gruppe 5 angesetzt. Das Spiel fand am 20. September 1947 in Münster statt.
|                    | Ergebnis |             |
| ------------------ | -------- | ----------- |
| Eintracht Nordhorn | 1:0      | SG Bünde 08 |